# Ophiocoma anaglyptica
Ophiocoma anaglyptica is een slangster uit de familie Ophiocomidae.
De wetenschappelijke naam van de soort werd in 1944 gepubliceerd door C.A. Ely.